# Андрущук, Мирослав Александрович

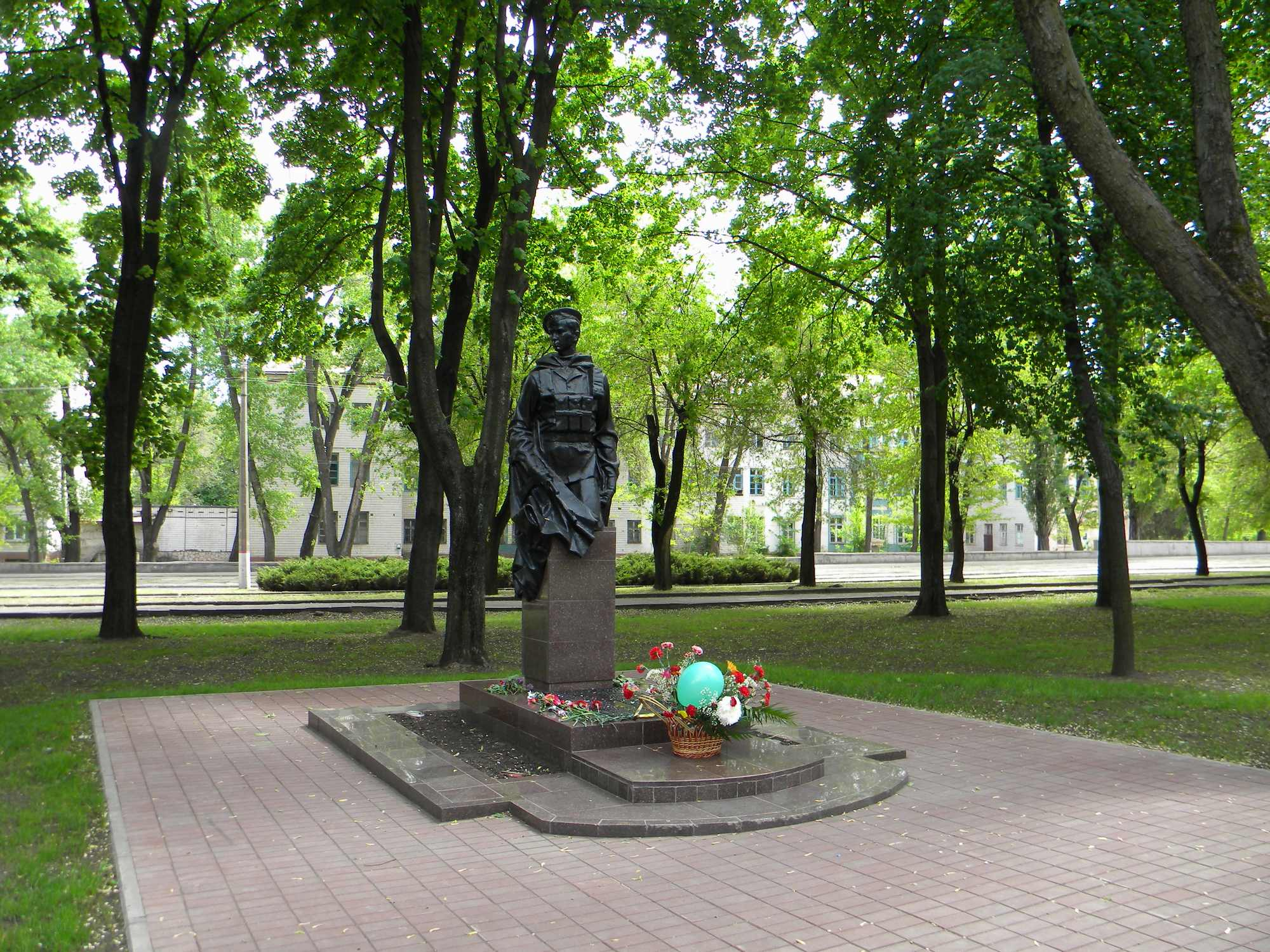
Имя на памятнике воинам-интернационалистам на Дзержинке (Кривой Рог)

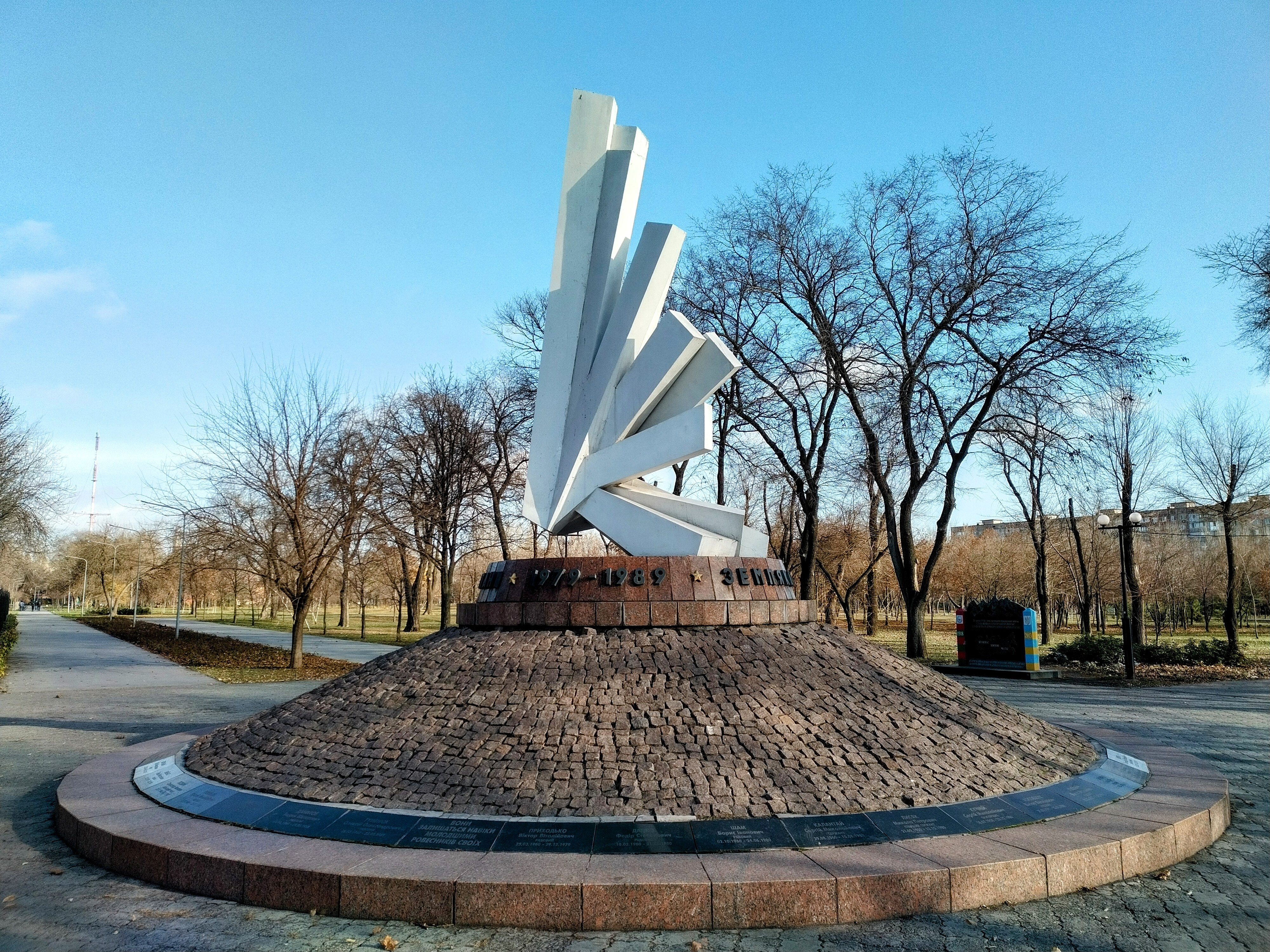
Имя на памятнике воинам-интернационалистам в Юбилейном парке (Кривой Рог)

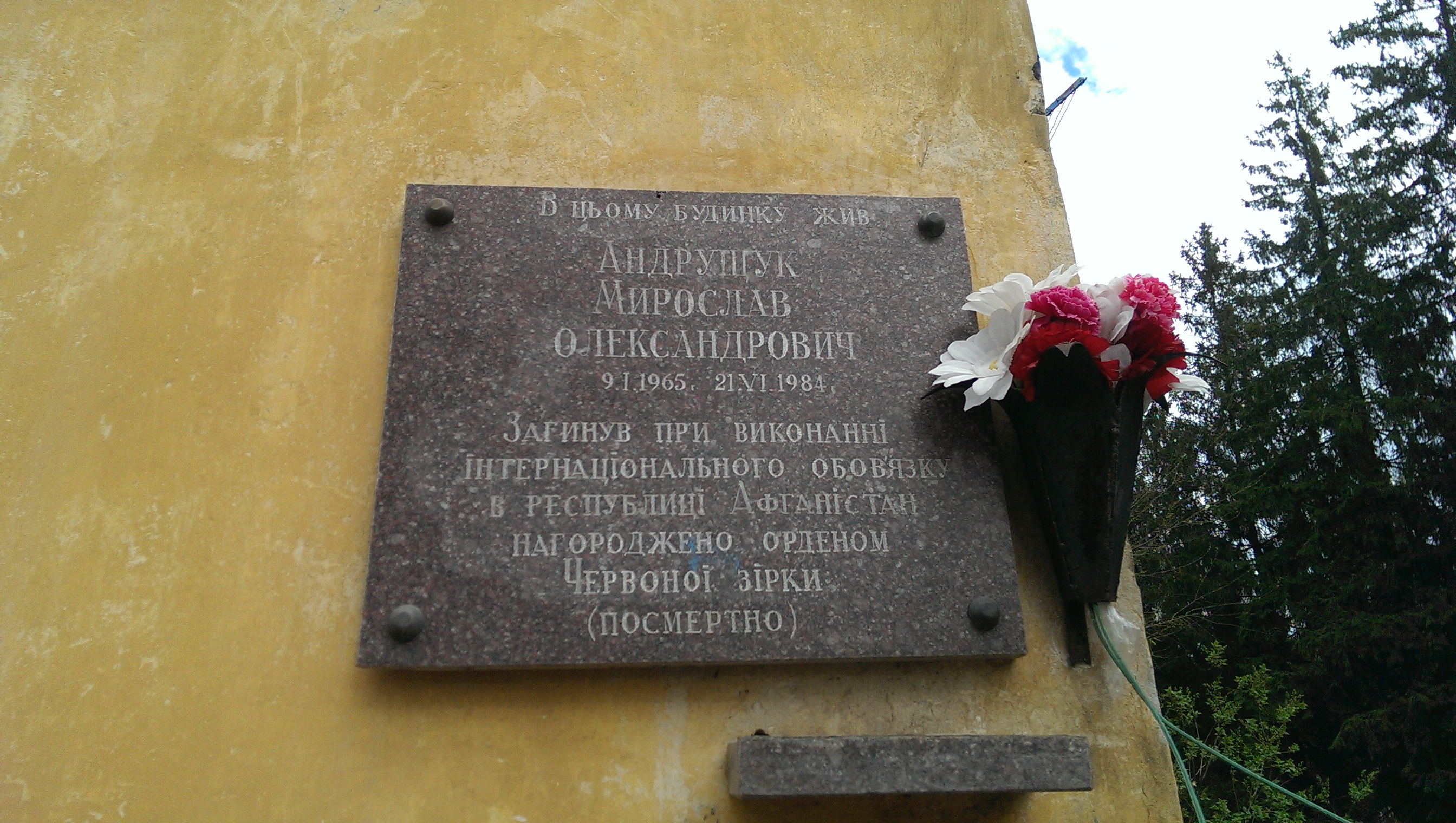
Памятная плита Мирославу Андрущуку на Ингульце (Кривой Рог)

Мирослав Александрович Андрущук (9 января 1965, Кривой Рог, Днепропетровская область — 21 июня 1984, ДРА) — советский военнослужащий, рядовой ВДВ, участник Афганской войны.

## Биография
Родился 9 января 1965 года в городе Кривой Рог Днепропетровской области УССР.
Окончил среднюю школу № 100 в Кривом Роге, учился в Криворожском горнорудном институте.
30 сентября 1983 года призван в Вооружённые силы СССР Ингулецким районным военкоматом города Кривой Рог. В ноябре 1983 года направлен в состав ограниченного контингента советских войск в Афганистане. Служил номером расчёта орудия в подчинении ВДВ, участвовал в боевых действиях против вооружённых формирований.
21 июня 1984 года погиб в Афганистане в результате несчастного случая во время службы.
Похоронен в Кривом Роге на аллее славы кладбища «Визирка» (могила 14).

## Награды
- Орден Красной Звезды (посмертно)[1][2].

## Память
- Имя на памятнике воинам-интернационалистам Днепропетровщины, погибшим в Афганистане (Днепр)[4];
- Имя на памятнике воинам-интернационалистам на Дзержинке (Кривой Рог);
- Имя на памятнике воинам-интернационалистам в Юбилейном парке (Кривой Рог);
- Имя на памятнике воинам-интернационалистам в Афганском сквере на Ингульце (Кривой Рог);
- Имя на памятном знаке в честь воинов, погибших в Афганистане на Ингульце (Кривой Рог);
- Именем названа улица в Ингулецком районе (Кривой Рог);
- Памятная плита, установленная в 1987 году на фасаде дома № 3 по Солнечной улице в Ингулецком районе (Кривой Рог)[5].